# Solum en Brödlösa
Solum en Brödlösa (Zweeds: Solum och Brödlösa) is een småort in de gemeente Sundsvall in het landschap Medelpad en de provincie Västernorrlands län in Zweden. Het småort heeft 75 inwoners (2005) en een oppervlakte van 20 hectare. Eigenlijk bestaat het småort uit twee plaatsen: Solum en Brödlösa.